# Liste des communes de Basilicate
Liste des communes de Basilicate, par province.
- Communes de la province de Matera
- Communes de la province de Potenza